# Société astronomique de France

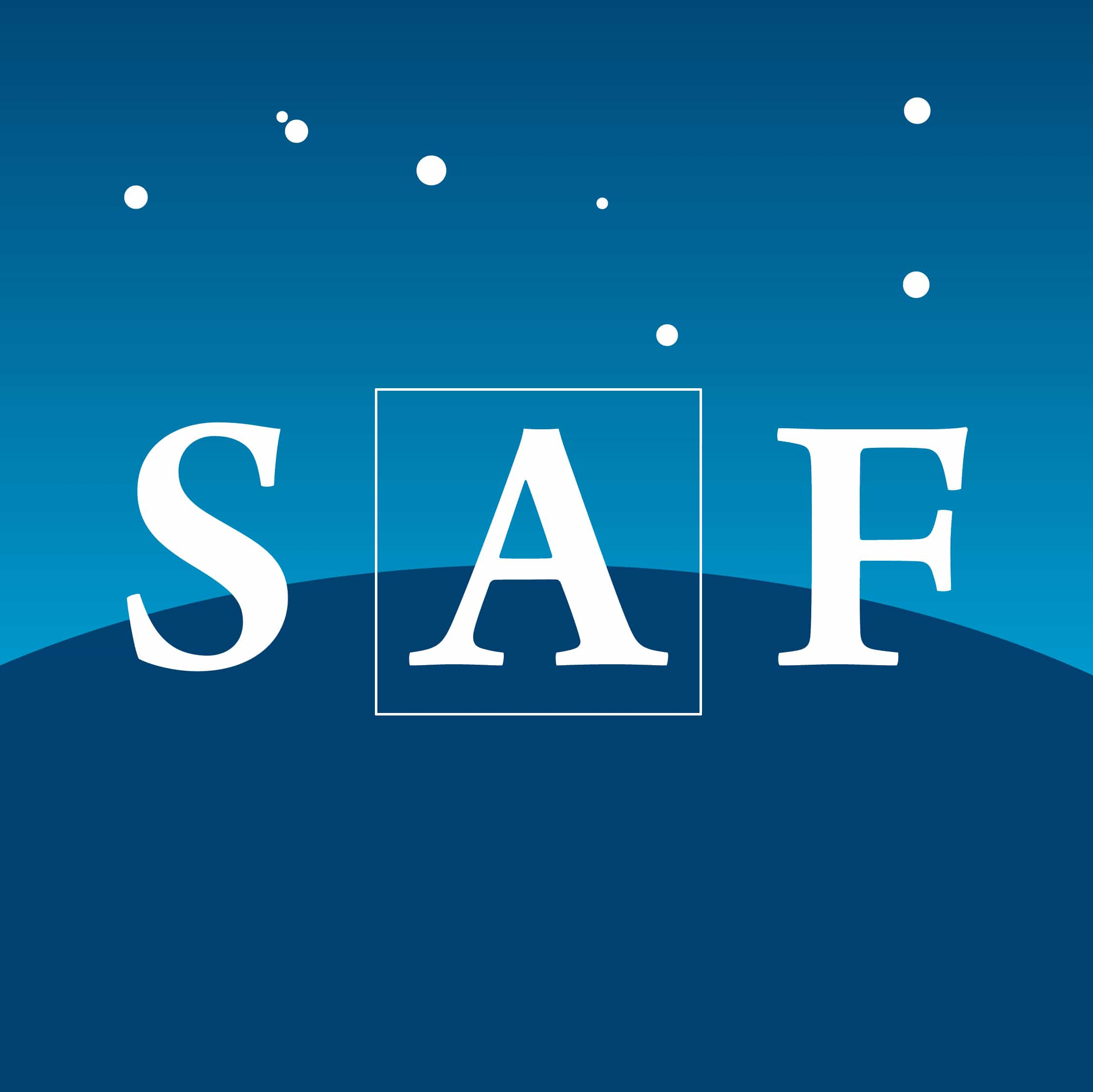
Société astronomique de France

La Société astronomique de France (in italiano: Società astronomica di Francia), nota anche con l'acronimo SAF, è stata fondata il 28 gennaio 1887 da Camille Flammarion. La SAF si occupa di tutte le problematiche relative all'Astronomia: benché si occupi principalmente di astronomia amatoriale, ospita al suo interno anche una rilevante componente professionale.

## Struttura
La Société astronomique de France è strutturata in undici commissioni:
- Commissione dei quadranti solari
- Commissione delle comete
- Commissione della cosmologia
- Commissione delle stelle doppie
- Commissione della Storia dell'astronomia
- Commissione degli strumenti
- Commissione delle osservazioni planetarie
- Commissione delle meteore, meteoriti e dell'impattismo
- Commissione della planetologia
- Commissione della radioastronomia
- Commissione del Sole

## Pubblicazioni
La SAF edita la rivista mensile L'Astronomie, rivista creata nel 1882 ben cinque anni prima della fondazione della società, ed il trimestrale Observations et Travaux.

## Presidenti
Tra la cinquantina di presidenti, molti di essi sono stati astronomi professionisti, sono da ricordare:
Camille Flammarion, Hervé Faye, Félix Tisserand, Henri Poincaré, Henri-Alexandre Deslandres, Benjamin Baillaud, Fernand Baldet, Bernard Lyot e André-Louis Danjon.

## Premi
La società attribuisce numerosi premi con cadenze e motivazioni diverse.
Il premio più importante e conosciuto è il premio Janssen, assegnato annualmente.
Gli altri premi sono:
Premi annuali:
- Il premio des Dames
- Il premio Maurice Ballot
- Il premio Georges Bidault de l’Isle
- Il premio Henry Rey
- Il premio Gabrielle et Camille Flammarion
- Il premio Marcel Moye
- Il premio Marius Jacquemetton
- Il premio Julien Saget
- Il premio Edmond Girard
- La medaglia commemorativa
- La placca del Centenario di Camille Flammarion
- La medaglia dei sessanta anni e della fondazione Manley-Bendall

Premi assegnati negli anni pari:
- Il premio Dorothea Klumpke-Isaac Roberts
- Il premio Marguerite Clerc

Premi assegnati negli anni dispari:
- Il premio Viennet-Damien
- Il premio Camus-Waitz

## Riconoscimenti
Gli è stato dedicato un asteroide, 4162 SAF.